# فونا
فونا شهری در شهرستان سانابا در استان بانوا در بورکینافاسوی غربی است و جمعیت آن ۱,۶۷۷ نفر است.